# A Piece of Ambergris
A Piece of Ambergris è un cortometraggio muto del 1912 diretto da William Robert Daly.

## Produzione
Il film fu prodotto dall'Independent Moving Pictures Co. of America (IMP).

## Distribuzione
Il film uscì nelle sale il 27 aprile 1912, distribuito dalla Motion Picture Distributors and Sales Company.